# The Mook, the Chef, the Wife and Her Homer
«The Mook, the Chef, the Wife and Her Homer» (с англ. — «Головорез, Шеф-повар, жена и её Гомер») — первая серия 18 сезона мультсериала «Симпсоны». Вышла на экраны 10 сентября 2006 года.

## Сюжет
Водитель автобуса Отто встречает группу Metallica, у которой сломался автобус. Отто предлагает им поехать вместе с ним на школьном автобусе, но Барт угоняет его, и Metallica уезжает с Гансом «Кротом». Когда Барт довозит детей до школы, Отто наказывает его, и Скиннер отстраняет его от вождения автобуса. В результате чего, возить детей до школы стали их родители.
Первая везёт детей до школы Мардж. Она подбирает Милхауса, Нельсона, сестёр Шерри и Терри, и очередь доходит до Майкла. Оказывается, что он забыл учебник по математике, и Мардж решает подъехать к его дому, где выясняется, что его отец — глава мафиози Жирный Тони.
В школе все начинают бояться Майкла: расступаются перед ним, а школьный садовник Вилли даже ложится в блевотину, чтобы тот не наступил в неё. Никто не садится с Майклом в столовой, кроме Лизы, которая его не боится. Майкл показывает превосходные умения в кулинарии и говорит Лизе, что всегда хотел стать шеф-поваром, но его отец хочет, чтобы он занимался семейным бизнесом: «управлением отходами».
Жирный Тони приглашает всю семью Симпсонов на ужин в своём особняке, где он должен встретиться с Данте Калабреси, главой другой мафии. На встрече он говорит, что его сын отомстит за него в случае его смерти, но в этот момент он приносит поднос с печеньями собственного приготовления и заявляет, что хочет стать шеф-поваром. Осмелев, Калабреси обстреливают из вертолёта комнату, в которой находится Жирный Тони, и тот попадает в больницу. Майклу не остаётся ничего иного, кроме как взяться за дело своего отца, в чём ему помогают Гомер и Барт.
Гомер становится самым настоящим главарём мафии, но Майкл решает вывести их из этого бизнеса и назначает встречу Калабреси в доме Симпсонов, где они отравляются приготовленными Майклом блюдами.
Лиза не верит, что Майкл отравил их, но сделал это именно он, тем самым отомстив за своего отца, и, заключив временный мир, избавился от соперников по бизнесу.

## Саундтрек
- Grand Funk Railroad — «We’re An American Band»
- Metallica — «Master Of Puppets»[1]